# Пиллсбери, Чарльз
Чарльз Пиллсбери (англ. Charles Alfred Pillsbury; 1842—1899) — американский промышленник, сооснователь компании Pillsbury, также государственный деятель.

## Биография
Родился 3 декабря 1842 года в городе Уорнер, штат Нью-Гэмпшир. Был первым ребёнком из  трех детей в семье Джорджа Пиллсбери и его жены Маргарет Карлтон (англ. Margaret Sprague Carleton). 
Чарльз получил скромное образование. В 1863 году окончил Дартмутский колледж, оплачивая обучение в нём, преподавая на полставки. После этого шесть лет работал в качестве клерка и затем партнера в Монреале в торговом предприятии. В этот период времени встретил свою будущую жену — Мэри Энн Стинсон (англ. Mary Ann Stinson), дочь военного, капитана Чарльза Стинсона и его жены Мэри Энн Поор. Он занимался в Монреале технологическими процессами по переработке зерна. В 1855 году его дядя Джон Пиллсбери поселился у водопада Святого Антония в Миннеаполисе. В 1869 году Чарльз переехал к дяде, где они организовали собственный бизнес по производству муки. В 1872 году создали предприятие по переработке зерна C.A. Pillsbury and Company. Чарльз изучал современные технологии производства муки, совершенствовал производство, вводил инновации в процесс обработки муки. Он конкурировал с Cadwallader C. Washburn и другими производителями муки за достижение её высокого качества. Чарльз Пиллсбери создал бренд «Pillsbury's Best». Используя достижения сталелитейной промышленности, он смог получить на своих мукомольных заводах муку высокого качества, используя как яровую (твёрдая), так и озимую (мягкая) сорта пшеницы.

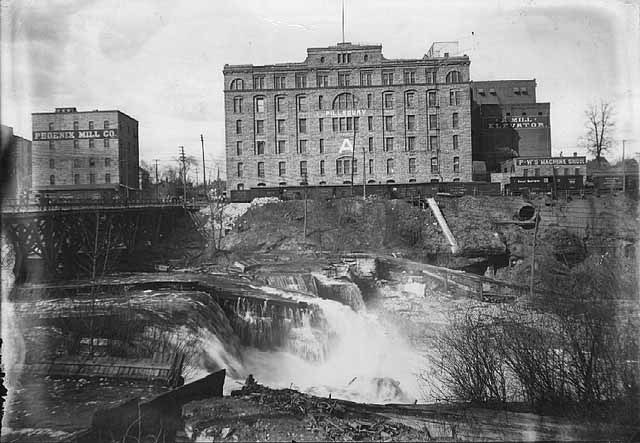
Здание «Pillsbury A-Mill», 1900-е годы

В 1872 году он уговорил отца и дядю в расширении бизнеса и их предприятие стало называться Charles A. Pillsbury & Co. Немного позже в бизнес влился его брат Фредерик. Деятельность созданной компании стала символом мукомольной индустрии в США, а Миннеаполис превратился в один из крупнейших рынков зерна в мире. Чтобы обеспечить достаточный запас компания вступила в Ассоциацию мукомолов, агенты которой обеспечивали поставку зерна только лучшихе сортов и качества. Была создана система элеваторов для хранения и отгрузки зерна. В Миннеаполисе была образована компания  Minneapolis & Northern Elevator Co., президентом которой стал Чарльз Пиллсбери. Склады и элеваторы его компании до сих пор сохранились на набережной Миссисипи в Миннеаполисе. Заключительным этапом расширения бизнеса фирмы стало строительство огромного здания «Pillsbury A-Mill». Это мельничное здание, построенное в 1882 году, стало гордостью фирмы, с производительностью 5000 баррелей муки в день, позже увеличив производство до 10000 баррелей. Затем, доведя производство муки до 24500 баррелей в день, компания стала одной из крупнейших в США и её имя было известно во всем мире. Введя систему участия работников в прибылях компании, выплачивая на их премирование до $25 000 в год, предприятие не имело никаких непредвиденных перерывов в работе из-за недовольства её сотрудников.
С 1878 по 1886 годы Чарльз Пиллсбери участвовал в государственной деятельности — был членом Сената штата Миннесота. Некоторое время занимал пост председателя финансового комитета Сената. Отказался от других предложений на государственные должности, в том числе на пост мэра города Миннеаполис, чтобы иметь время для занятия своим бизнесом. В 1889 году английский синдикат приобрел контрольный пакет акций компании и она стала называться Pillsbury-Washburn Flour Mills Co. Пиллсбери остался в ней одним из трех американских директоров, отвечающих за операционную деятельностью и активы компании.
Внезапно умер от сердечного приступа 7 сентября 1899 года в Миннеаполисе. Похоронен на городском кладбище Lakewood Cemetery.

### Семья
Женился на Мэри Энн Стинсон 12 сентября 1866 года. В семье было четверо детей — Джордж Альфред (1871—1872) и Маргарет Карлтон (1876—1881) умерли в юном возрасте. 6 декабря 1878 родились сыновья-близнецы — Чарльз (1878—1939) и Джон (1878—1968).